# Cmin
يستعمل مصطلح Cmin في الحركيات الدوائية ويشير إلى أقل تركيز في مصل الدم الذي يصله دواء في منطقة ما بعد إعطاء الدواء وقبل تناول الجرعة الثانية. تعد قيمة Cmin بالضد من Cmax، والذي يستعمل للتعبير عن أعلى تركيز يصله الدواء. لقيمة Cmin علاقة مباشرة مع التراكيز الأقل مثل التركيز المثبط الأدنى (MIC) والذي يعبر عنه بالحاجة إلى أعلى من ذلك التركير للحصول على فعالية.
غالبا ما يمكن قياس Cmin بشكل مباشر. في حالة التركيز المستقر، يمكن قياس التركيز الأدنى بواسطة المعادلة:
إنCmin معيار مهم جدا في دراسات التكافؤ الحيوي والتوافر الحيوي، وجزء من معلومات الحركية الدوائية المفروض تسليمها في تقديم دواء تجريبي جديد.